# Иванов, Виталий Владимирович
Виталий Владимирович Иванов (род. 3 февраля 1976, Карл-Маркс-Штадт) — российский гандболист, разыгрывающий, выступал за клуб «Чеховские медведи» и сборную России; гандбольный тренер. Заслуженный мастер спорта России.

## Биография
Виталий Иванов начал заниматься гандболом в 1987 году в Ставрополе в местной ДЮСШ. Огромное влияние на становление начинающего спортсмена в данном виде спорта оказал тренер В. П. Отрезов.
Виталий Иванов входил в состав таких спортивных клубов как «Виктор», «Юнис», «Спортакадемклуб», «ЦСКА-Спортакадем». В «Чеховских медведях» — с основания клуба. Многократный чемпион России.
В сборной России с 1997 года. Участник Олимпиады-2004 в Афинах (3-е место) и Олимпиады-2008 в Пекине (6-е место).
Является выпускником Московского государственного горного университета (сейчас – Горный институт НИТУ «МИСиС»). Женат.

## Достижения
- — Бронзовый призёр Олимпиады — 2004
- — Чемпион России — 2000, 2001, 2002, 2003, 2004, 2005, 2006, 2007, 2008, 2009, 2010, 2011, 2012
- — Обладатель Кубка России — 2009, 2010, 2011, 2012
- — Обладатель Кубка обладателей Кубков — 2006